# Associazione Calcio Femminile Dilettantistica Tradate
L'Associazione Calcio Femminile Dilettantistica Tradate è stata una società calcistica italiana con sede nella città di Tradate (VA). Ha partecipato per tre stagioni consecutive al campionato di Serie A, massima serie del campionato italiano femminile di calcio.

## Storia
Nata all'indomani dell'ingresso del calcio femminile in ambito FIGC, il Tradate trova motivazioni e compartecipazione in una città da sempre abituata alla squadra maschile mai uscita dal calcio dilettantistico lombardo.
La squadra è retta fin dalla sua creazione da Savina Pasciuti e Franca Oman e da tutti coloro l'hanno sostenuta appassionatamente facendola crescere progressivamente.
La promozione in Serie B fu proprio il risultato della crescita del gruppo di giovani ragazze che meritavano il salto nelle categorie nazionali.
Ancor più notevole il successo ottenuto alla fine della stagione 1998-1999 aggiudicandosi l'ingresso alle finali vincendo il girone A sul filo di lana davanti alla torinese CaprieVillarAlmese, per poi superare ai play-off il Foroni battendolo in casa 3-1 pareggiando poi 0-0 la gara esterna a Verona.
Per questa provinciale si spalancavano le porte alla massima serie nazionale, un impegno notevole sia dal punto dell'organico che dal punto di vista finanziario malgrado sempre sostenuta da uno sponsor e dai simpatizzanti che avrebbero voluto fossero rimaste più a lungo in Serie A.
Scesa nella categoria inferiore, ridenominata nel 2002 Serie A2 ha disputato dei belli e onorevoli campionati, contendendo alle altre partecipanti il ritorno in Serie A mancato in due occasioni.
È stata forse la crisi generale a portare la società a dover rinunciare alla partecipazione al campionato di Serie B nel 2015, ma fu la presidentessa Pasciuti, nel riconfermare il proprio impegno nel promuovere il calcio tra le giovani calciatrici, a voler continuare a disputare i campionati partendo dalle categorie giovanili lombarde.
Nell'estate 2017 la società ha dichiarato la propria inattività.

## Palmarès
- Campionato italiano di Serie B: 1

1998-1999